# Natació al Campionat del Món de natació de 2015 – 4 × 100 m lliures femení
La prova de 4 × 100 m lliures femení es va organitzar el dia 2 d'agost al Kazan Arena Stadium a Kazan.

## Rècords
Els rècords del món abans de començar la prova:
| Rècord del món       | Austràlia Bronte Campbell · Melanie Schlanger · Emma McKeon · Cate Campbell                                            | 3:30.98 | Glasgow, Escòcia | 24 de juliol de 2014 |
| Rècord del campionat | Països Baixos · Inge Dekker (53.61) · Ranomi Kromowidjojo (52.30) · Femke Heemskerk (53.03) · Marleen Veldhuis (52.78) | 3:31.72 | Roma, Itàlia     | 26 de juliol de 2009 |

Durant el trascurs de la prova es van batre els següents rècords:
| Data      | Prova | País         | Nedadors                                                                                | Temps   | Rècord |
| --------- | ----- | ------------ | --------------------------------------------------------------------------------------- | ------- | ------ |
| 2 d'Agost | Final | Estats Units | Emily Seebohm (53.92) Emma McKeon (53.57) Bronte Campbell (51.77) Cate Campbell (52.22) | 3:31.48 | CR     |

## Resultats
Les sèries es van disputar a les 12:10.

   *   Finalistes
| Posició | Sèrie | Carril | País            | Nedadors | Temps    | Notes |
| ------- | ----- | ------ | --------------- | --- | -------- | ----- |
| 1       | 2     | 9      | Estats Units    | Shannon Vreeland (54,37) Abbey Weitzeil (53,85) Margo Geer (53,37) Lia Neal (53,93)                              | 3:35,52  | Q     |
| 2       | 2     | 8      | Austràlia       | Emily Seebohm (53,93) Madison Wilson (53,82) Melanie Wright (53,51) Bronte Barratt (54,60)                       | 3:35,86  | Q     |
| 3       | 1     | 7      | Països Baixos   | Maud van der Meer (54,69) Marrit Steenbergen (54,72) Femke Heemskerk (53,00) Ranomi Kromowidjojo (53,50)         | 3:35,91  | Q     |
| 4       | 1     | 3      | Suècia          | Michelle Coleman (54,00) Louise Hansson (54,30) Magdalena Kuras (55,19) Sarah Sjöström (52,75)                   | 3:36,24  | Q     |
| 5       | 1     | 9      | Canadà          | Sandrine Mainville (54,57) Michelle Williams (54,06) Victoria Poon (54,91) Chantal van Landeghem (54,10)         | 3:37,64  | Q     |
| 5       | 2     | 1      | R.P. de la Xina | Zhu Menghui (54,14) Tang Yuting (54,55) Fang Yi (54,96) Shen Duo (53,99)                                         | 3:37,64  | Q     |
| 7       | 1     | 6      | Itàlia          | Erika Ferraioli (54,77) Silvia Di Pietro (54,13) Federica Pellegrini (53,92) Laura Letrari (55,06)               | 3:37,88  | Q     |
| 8       | 2     | 5      | França          | Charlotte Bonnet (53,95) Beryl Gastaldello (54,76) Cloé Hache (54,89) Anna Santamans (54,75)                     | 3:38,35  | Q     |
| 9       | 2     | 3      | Japó            | Miki Uchida (54,25) Rikako Ikee (54,63) Misaki Yamaguchi (54,58) Yayoi Matsumoto (55,01)                         | 3:38,47  |       |
| 10      | 2     | 2      | Rússia          | Veronika Popova (54,51) Nataliya Lovtsova (54,66) Viktoriya Andreyeva (54,49) Mariia Kameneva (54,97)            | 3:38,63  |       |
| 11      | 1     | 4      | Brasil          | Larissa Oliveira (55,08) Graciele Herrmann (55,96) Etiene Medeiros (54,49) Daynara de Paula (54,71)              | 3:40,24  |       |
| 12      | 2     | 4      | Polònia         | Katarzyna Wilk (54,86) Alicja Tchórz (55,11) Aleksandra Urbańczyk (56,16) Anna Dowgiert (54,76)                  | 3:40,89  |       |
| 13      | 1     | 1      | Alemanya        | Annika Bruhn (55,34) Dorothea Brandt (54,99) Alexandra Wenk (55,02) Marlene Huther (56,21)                       | 3:41,56  |       |
| 14      | 1     | 5      | Hong Kong       | Camille Cheng (55,58) Stephanie Au (56,30) Sze Hang Yu (55,40) Siobhan Haughey (54,83)                           | 3:42,11  |       |
| 15      | 1     | 0      | Suïssa          | Maria Ugolkova (56,42) Sasha Touretski (55,49) Danielle Villars (55,42) Noemi Girardet (56,37)                   | 3:43,70  |       |
| 16      | 2     | 6      | Àustria         | Birgit Koschischek (55,70) Lisa Zaiser (54,95) Lena Kreundl (56,88) Jördis Steinegger (56,53)                    | 3:44,06  |       |
| 17      | 1     | 2      | Colòmbia        | Isabella Arcila (56,19) Carolina Colorado Henao (56,18) Maria Alvarez Pugliese (57,68) Jessica Camposano (56,10) | 3:46,15  |       |
| 18      | 1     | 8      | Singapur        | Amanda Lim (57,44) Quah Ting Wen (56,22) Marina Chan (58,78) Rachel Tseng (58,66)                                | 3:51,10  |       |
| 19      | 2     | 0      | Turquia         | Gizem Bozkurt (58,33) Ekaterina Avramova (55,92) Merve Eroglu (1:00,89) Halime Zülal Zeren (58,08)               | 3:53,22  |       |
| 20      | 2     | 7      | Finlàndia       | Hanna-Maria Seppälä (55,83) Mimosa Jallow (55,43) Roosa Mört (57,26) Fanny Teijonsalo (DSQ)                      | 99:99,99 | DQS   |

### Final
La final es va disputar a les 18:45.

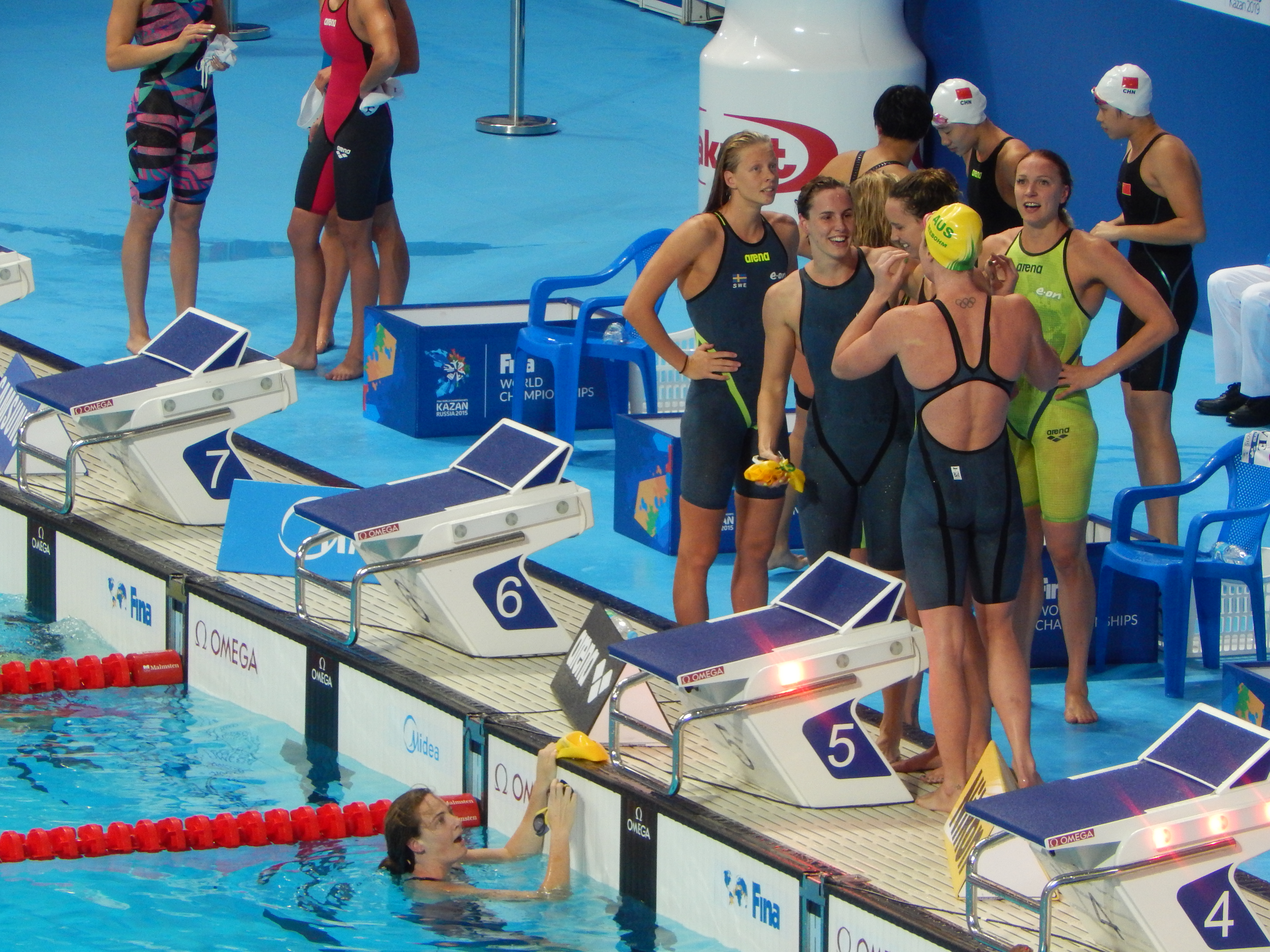
Les nedadores d'Austràlia després de la final

| Posició | Carril | País            | Nedadores                                                                                                  | Temps   | Notes |
| ------- | ------ | --------------- | --- | ------- | ----- |
| 1       | 5      | Austràlia       | Emily Seebohm (53,92) Emma McKeon (53,57) Bronte Campbell (51,77) Cate Campbell (52,22)                    | 3:31,48 | CR    |
| 2       | 3      | Països Baixos   | Ranomi Kromowidjojo (53,30) Maud van der Meer (54,50) Marrit Steenbergen (53,88) Femke Heemskerk (51,99)   | 3:33,67 |       |
| 3       | 4      | Estats Units    | Missy Franklin (53,68) Margo Geer (54,14) Lia Neal (53,70) Simone Manuel (53,09)                           | 3:34,61 |       |
| 4       | 6      | Suècia          | Michelle Coleman (54,43) Louise Hansson (53,84) Sarah Sjöström (52,38) Magdalena Kuras (55,06)             | 3:35,71 |       |
| 5       | 2      | Canadà          | Sandrine Mainville (53,85) Michelle Williams (54,54) Chantal van Landeghem (53,51) Katerine Savard (54,54) | 3:36,44 |       |
| 6       | 1      | Itàlia          | Erika Ferraioli (54,80) Silvia Di Pietro (53,63) Laura Letrari (55,00) Federica Pellegrini (53,73)         | 3:37,16 |       |
| 7       | 7      | R.P. de la Xina | Zhu Menghui (54,38) Tang Yuting (54,45) Fang Yi (54,98) Shen Duo (53,83)                                   | 3:37,64 |       |
| 8       | 8      | França          | Charlotte Bonnet (54,10) Beryl Gastaldello (54,89) Cloé Hache (54,84) Anna Santamans (54,63)               | 3:38,46 |       |